# 早川英男
早川 英男（はやかわ ひでお、1954年10月 - ）は、日本の中央銀行家、経済学者。経済評論家。
東京財団政策研究所主席研究員。元日本銀行理事。
日本銀行時代には、長年にわたって主に経済調査に携わり、調査統計局長、理事などを歴任。日本経済、金融・財政政策、経済思想などを主な研究分野とする。

## 略歴
愛知県に生まれる。1977年3月 東京大学経済学部卒業。
1977年4月 日本銀行入行。1983年-1985年 プリンストン大学留学（経済学修士号取得）。
1995年5月 日本銀行調査統計局物価統計課長。1996年5月 日本銀行調査統計局経済調査課長。2000年4月 日本銀行調査統計局参事役。2001年2月 日本銀行調査統計局長。2007年6月 日本銀行名古屋支店長。
2009年3月3日 日本銀行理事。2013年3月2日 日本銀行理事任期満了。
2013年 富士通総研経済研究所エグゼクティブ・フェロー。2020年4月 東京財団政策研究所主席研究員。

## 著作
- 『金融政策の「誤解」』、2013年、慶應義塾大学出版会、ISBN 4766423569、第57回エコノミスト賞受賞
- 『激論：マイナス金利政策』、共著、2016年、日本経済新聞出版社、ISBN 4532357179
- 『黒田日銀：超緩和の経済分析』、共著、2018年、日本経済新聞出版社、ISBN 4532357942
- 『コロナショックの経済学』、共著、2021年、中央経済社、ISBN 4502385913